# Quinn O’Hara
Quinn O’Hara (* 3. Januar 1941 in Edinburgh, Schottland; † 5. Mai 2017 in Los Angeles, Kalifornien), eigentlich Alice Jones, war eine in Schottland geborene amerikanische Schauspielerin im Film und Fernsehen sowie Krankenschwester.

## Leben und Karriere
Quinn O’Hara wurde 1941 als Alice Jones in Edinburgh geboren. Sie zog später mit ihrer Mutter nach Cardiff, wo sie eine Klosterschule besuchte, und als sie eine Teenagerin war nach Long Beach, Kalifornien.
Dort wurde O’Hara 1960 bei einem Schönheitswettbewerb zu Miss Scotland gekrönt. Im April 1963 wurde sie von dem Fotografen Gene Lester dem Sänger und Schauspieler Fabian vorgestellt. In den 1960er Jahren waren er und O’Hara lange Zeit ein Paar. 1964 war sie die „dekorative Königin“ des American Road Race of Champions in Riverside, wo sie die Gewinner begrüßte und zusammen mit ihnen für Fotos posierte. 1969 wurde sie für „Dating Game“ ausgesucht und unternahm eine begleitete Reise nach Neapel.
Regelmäßig war O’Hara für The Lively Ones zu sehen, einer Musiksendung, die in den Sommern 1962 und 1963 im NBC-Fernsehen ausgestrahlt wurde.
Ihren ersten Filmauftritt hatte sie jedoch schon 1956 in einer Folge der Fernsehserie Dragnet absolviert. Im Laufe ihrer Karriere trat sie in einigen Filmen und Fernsehserien auf, unter anderem in Frauen, die nicht lieben dürfen (1963), Channing (1964), The Beverly Hillbillies (1964), Stunde der Entscheidung (1964), Gauner gegen Gauner (1964), A Swingin' Summer (1965), Erbschaft um Mitternacht (1966) und Simon Templar (1966).
1978 arbeitete O’Hara als Immobilienmakler in Beverly Hills. 1992 wurde sie amerikanische Staatsbürgerin und arbeitete später unter dem Namen Alice Kirk als Krankenschwester. Den Namen Kirk katte sie durch ihre Hochzeit mit dem etwa zwei Jahrzehnte jüngeren William Kirk bekommen.
2017 starb O’Hara im Alter von 76 Jahren in ihrem Haus in Los Angeles.

## Filmografie

### Filme
- 1961: Der Bürotrottel
- 1963: Frauen, die nicht lieben dürfen
- 1963: Der Ladenhüter
- 1964: Die Heulboje
- 1964: Leih mir deinen Mann
- 1965: A Swingin' Summer
- 1966: Erbschaft um Mitternacht
- 1969: In the Year 2889 (Fernsehfilm)
- 1970: Der Todesschrei der Hexen
- 1970: Rubia's Jungle
- 1971: Foursome
- 1974: Der Dritte bringt den Tod

### Fernsehserien
- 1956: Dragnet (1 Folge)
- 1962: General Electric Theater (1 Folge)
- 1962: I'm Dickens, He's Fenster (1 Folge)
- 1962–1963: The Real McCoys (2 Folgen)
- 1963: The Lively Ones (2 Folgen)
- 1963: Arrest and Trail (1 Folge)
- 1964: Channing (1 Folge)
- 1964: The Red Skelton Show (1 Folge)
- 1964: The Beverly Hillbillies (1 Folge)
- 1964: Stunde der Entscheidung (1 Folge)
- 1964: Gauner gegen Gauner (1 Folge)
- 1964–1965: Amos Burke (4 Folgen)
- 1964–1965: Meine drei Söhne (2 Folgen)
- 1964–1966: Bob Hope Presents the Chrysler Theatre
- 1965: The Tycoon (1 Folge)
- 1965: Wettlauf mit dem Tod (1 Folge)
- 1965: Solo für O.N.K.E.L. (2 Folgen)
- 1966: Simon Templar (1 Folge)
- 1966: Pistolen und Petticoats (1 Folge)
- 1968: Polizeibericht (1 Folge)
- 1970: UFO (1 Folge)
- 1971: To Rome with Love (1 Folge)
- 1971: The Smith Family (1 Folge)
- 1971: Der Chef (1 Folge)
- 1975: Die Straßen von San Francisco (1 Folge)
- 1977–1978: One Day at a Time (2 Folgen)
- 1979: CHiPs (2 Folgen)
- 1979–1986: Trapper John, M.D. (7 Folgen)
- 1980: Fantasy Island (1 Folge)
- 1981: Quincy (1 Folge)
- 1981: Vegas (1 Folge)
- 1985: Ein Colt für alle Fälle (1 Folge)
- 1986: T. J. Hooker (1 Folge)
- 1986–1991: Dallas (7 Folgen)
- 1989: B.L. Stryker (1 Folge)
- 1989–1993: Matlock (2 Folgen)
- 1989–1996: Baywatch – Die Rettungsschwimmer von Malibu (2 Folgen)
- 1994: Acapulco H.E.A.T. (1 Folge)
- 1996: Diagnose: Mord (1 Folge)
- 1998: New York Cops: NYPD Blue (1 Folge)
- 2005: Las Vegas (1 Folge)